# Кан Хи Мэн

Картина Кан Хи Мэна «Одинокий рыбак»

Кан Хи Мэн (강희맹, англ. Gang Hui-maeng; 1424—1483) — корейский художник и писатель из династии Кан, к которой также принадлежал его отец Кан Сокток (1395—1459) и брат Кан Хи Ан (1417 или 1419 — 1464 или 1465).

## Биография и творчество
Родился в 1424 году.
Жил и работал во время правителя Чосона — Седжона. Занимал несколько высокопоставленных постов в правительстве, демонстрируя хорошие навыки в написании статей. Также показал незаурядный талант в живописи и поэзии. Продолжал свою деятельность во время правления Седжо и Сонджона. Написал несколько книг, представляющих историческую ценность для Кореи. Делал переводы литературы с других языков.
Умер в 1483 году. Его могила в городе Сихын провинции Кёнгидо в 1985 году объявлена памятником культуры.
Некоторые из его художественных работ находятся в Токийском национальном музее.